# Всередині Люїна Дейвіса
«Всередині Люїна Дейвіса» (англ. Inside Llewyn Davis) — американсько-французька музична драма Джоела та Ітана Коенів, що вийшла 2013 року. Брати Коен є режисерами, продюсерами та сценаристами картини. У головних ролях Оскар Айзек і Кері Малліган.
Вперше фільм продемонстрували 19 травня 2013 року у Франції, на Каннському кінофестивалі, в Україні стрічка з'явилася у прокаті 23 січня 2014 року. Серед відзнак картини: Ґран-прі Каннського кінофестивалю, номінації премій «Оскар», «Золотий глобус», «Сатурн», «Супутник».
Український переклад зробила студія Цікава ідея на замовлення Гуртом..

## Сюжет
1960-ті роки, США. Л'юін Девіс — колишній моряк, а тепер музикант, що грає музику у стилі фолк. Недавно його друг і колега здійснює самогубство, його щойновиданий альбом не продається, а він сам не має грошей на прожиття. Л'юін не гребує різною роботою, а також у нього є мрія — підкорити велику сцену.

## У ролях
| Актор                | Персонаж                          | Роль                |
| -------------------- | --------------------------------- | ------------------- |
| Оскар Айзек          | Л'юін Девіс англ. Llewyn Davis    | фолк-співак         |
| Кері Малліган        | Джін Беркі англ. Jean Berkey      | подруга Л'юіна      |
| Джон Гудмен          | Роланд Тернер англ. Roland Turner | джазовий виконавець |
| Ґаррет Гедлунд       | Джонні Файв англ. Johnny Five     | біт-боксер          |
| Джастін Тімберлейк   | Джим Беркі англ. Jim Berkey       | друг Л'юіна         |
| Адам Драйвер         | Аль Коді англ. Al Cody            | фолк-співак         |
| Фарід Мюррей Абрахам | Бад Ґроссман англ. Bud Grossman   | музичний продюсер   |
| Бен Пайк             | Боб Ділан англ. Bob Dylan         |                     |

## Сприйняття

### Критика
Фільм отримав позитивні відгуки: Rotten Tomatoes дав оцінку 94 % на основі 208 відгуків від критиків (середня оцінка 8,6/10) і 76 % від глядачів із середньою оцінкою 3,8/5 (26,160 голосів). Загалом на сайті фільм має позитивний рейтинг, фільму зарахований «стиглий помідор» від кінокритиків і «попкорн» від глядачів, Internet Movie Database — 7,9/10 (14 959 голосів), Metacritic — 92/100 (46 відгуків критиків) і 7,5/10 від глядачів (156 голосів). Загалом на цьому ресурсі від критиків і від глядачів фільм отримав позитивні відгуки.

### Касові збори
Під час показу у США протягом першого (вузького, з 6 грудня 2013 року) тижня фільм був показаний у 4 кінотеатрах і зібрав 405,411 $, що на той час дозволило йому зайняти 19 місце серед усіх прем'єр. Наступного (широкого, з 10 січня 2014 року) тижня фільм був показаний у 729 кінотеатрах і зібрав 1,882,548 $ (15 місце). Станом на 20 січня 2014 року показ фільму триває 46 днів (6,6 тижня) і за цей час фільм зібрав у прокаті у США 11,376,000  доларів США (за іншими даними 11,143,261 $), а у решті країн 1,238,507 $, тобто загалом 12,381,768 $ при бюджеті 11 млн $.

### Нагороди і номінації[9]
| Рік  | Нагорода                                           | Категорія                                   | Номінант                                                                           | Результат |
| ---- | -------------------------------------------------- | ------------------------------------------- | ---------------------------------------------------------------------------------- | --------- |
| 2013 | Каннський кінофестиваль                            | Ґран-прі                                    | Джоел Коен, Ітан Коен                                                              | Перемога  |
| 2013 | Каннський кінофестиваль                            | Золота пальмова гілка                       | Джоел Коен, Ітан Коен                                                              | Номінація |
| 2013 | Національна рада кінокритиків США                  | Найкращий оригінальний сценарій             | Джоел Коен, Ітан Коен                                                              | Перемога  |
| 2013 | Національна рада кінокритиків США                  | Найкращі десять фільмів                     | стрічка                                                                            | Перемога  |
| 2014 | 86-а церемонія вручення нагороди «Оскар»           | Найкраща операторська робота                | Бруно Дельбоннель                                                                  | Номінація |
| 2014 | 86-а церемонія вручення нагороди «Оскар»           | Найкращий звук                              | Скіп Лівсей, Ґрег Орлофф, Пітер Ф. Курлянд                                         | Номінація |
| 2014 | 71-ша церемонія вручення нагороди «Золотий глобус» | Найкращий фільм — комедія або мюзикл        | стрічка                                                                            | Номінація |
| 2014 | 71-ша церемонія вручення нагороди «Золотий глобус» | Найкраща чоловіча роль — комедія або мюзикл | Оскар Айзек                                                                        | Номінація |
| 2014 | 71-ша церемонія вручення нагороди «Золотий глобус» | Найкраща музика до фільму                   | Ед Раш, Джордж Кромарті, T-Bone Burnett, Джастін Тімберлейк, Джоел Коен, Ітан Коен | Номінація |
| 2014 | Премія БАФТА у кіно                                | Найкращий оригінальний сценарій             | Джоел Коен, Ітан Коен                                                              | Номінація |
| 2014 | Премія БАФТА у кіно                                | Найкраща операторська робота                | Бруно Дельбоннель                                                                  | Номінація |
| 2014 | Премія БАФТА у кіно                                | Найкращий звук                              | Скіп Лівсей, Ґрег Орлофф, Пітер Ф. Курлянд                                         | Номінація |